# Țuțora
Țuțora is een Roemeense gemeente in het district Iași.
Țuțora telt 2066 inwoners.